# Décès en 1152

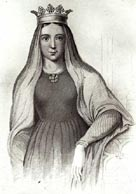
Mathilde de Boulogne, morte en 1152.

Décès
- 1148
- 1149
- 1150
- 1151
- 1152
- 1153
- 1154
- 1155
- 1156

## Cette page dresse une liste de personnalités mortes au cours de l'année1152
- 8 janvier : Conrad Ier de Zähringen, duc de Zähringen en 1122 et comte de Bourgogne.
- 10 janvier : Thibaut IV de Blois, comte de Blois, de Chartres et de Châteaudun, comte de Meaux, de Troyes et de Champagne.
- 18 janvier : Albéron de Montreuil, archevêque de Trèves.
- 15 février : Conrad III, empereur du Saint-Empire romain germanique.
- 3 mai : Mathilde de Boulogne, comtesse de Boulogne et reine consort d’Angleterre.
- 12 juin : Henri d'Écosse, comte de Northampton et de Huntingdon, puis comte de Northumberland.
- 13 octobre : Raoul Ier de Vermandois, comte de Vermandois, d'Amiens et de Valois.
- 13 novembre : Guillaume de Sainte-Barbe, évêque de Durham.

## Personnalités dont la date de mort est incertaine (vers 1152)
- Alleaume d'Étival, ermite et saint de l’Église catholique.
- Ghiyath ad-Din Mas'ud, sultan Seldjoukide d'Irak, d'Iran occidental et d'Azerbaïdjan.
- Harvise d’Évreux.
- Pétronille d'Aquitaine, comtesse de Vermandois et sœur d'Aliénor d'Aquitaine.
- Ranulf du Merle, baron normand.
- Raymond II de Tripoli, comte de Tripoli.
- Richard de Mère, bénédictin normand, douzième abbé du Mont Saint-Michel.
- Rivallon de Penthièvre, co-comte de Penthièvre.
- Robert de Laurenbourg, comte de Laurenbourg.
- Robert de Selby, chancelier du royaume de Sicile de 1137 à 1151, au service de Roger II.

- Renaud II de Clermont, comte de Clermont-en-Beauvaisis.